# Malcolm Hamilton af Hageby
Malcolm Hamilton af Hageby, född 1635 i Irland, död 19 januari 1699 i Stockholm, var en svensk friherre och officer.

## Biografi
Malkolm Hamilton föddes 1635 i Irland. Han var son till kaptenen Johan Hamilton af Hageby och Janet Sommerville of Comnethon. Hamilton ingick 1654 i svensk krigstjänst på uppmaning av sin farbror, friherre Hugo Hamilton af Deserf.
År 1664 blev han naturaliserad svensk adelsman och 1667 överstelöjtnant vid Älvsborgs läns infanteri. År 1678 utnämndes han till överste för regementet och 1698 till generalmajor och landshövding i Västernorrlands län. 1689 upphöjdes han i friherrligt stånd.

### Familj
Hamilton gifte sig 1661 med Catharina Makeléer (1637–1709), dotter till kommissarien Hans Macklier och Anna Gubbertz. Catharina Makeléer var änka efter översten David Sinclair. Hamilton och Makeléer fick tillsammans barnen Jeanna Hamilton af Hageby (1665–1695) som var gift med lagmannen Gabriel Gyllengrip, fältmarskalken Hugo Johan Hamilton af Hageby (1668–1748), löjtnanten Jakob Hamilton af Hageby (död 1692), Charlotta Catharina Hamilton af Hageby (1672–1735) som var gift med majoren Carl Magnus Lilliehöök af Fårdala och Lunetta Beata Hamilton af Hageby (1674–1761).